# Thomas Hoersen
Thomas Hoersen (Mönchengladbach, 1972. január 11. –) német labdarúgó, hátvéd.

## Pályafutása
Az Union Rheydt csapatában kezdte a labdarúgást. 1991 és 1998 között a Borussia Mönchengladbach labdarúgója volt, ahol az első és második csapatban is szerepelt. 1992-ben döntős, 1995-ben németkupa-győztes lett a Borussiával. 1998 és 2001 között az MSV Duisburg, 2001 és 2003 között a Waldhof Mannheim, 2004-ben a Rheydter SV, 2004–05-ben a Fortuna Düsseldorf játékosa volt. Pályafutása utolsó éveiben alsóbb osztályú csapatokban, az Union Nettetal, a Kapellen-Erft és a Büchen-Siebeneichener SV együtteseiben szerepelt. 2010-ben vonult vissza az aktív sportolástól.

## Sikerei, díjai
Borussia Mönchengladbach
- Német kupa (DFB-Pokal)
  - győztes: 1995
  - döntős: 1992